# 나는 없어
〈나는 없어〉(僕はいない)은 NMB48의 15번째 싱글이다.

## 개요
전작 〈달콤하게 씹는 공주〉로부터 약 3개월 만의 발매이다.

## 수록곡

### 통상반 Type-A
자켓 사진 (표지): 야마모토 사야카, 와타나베 미유키, 오오타 유우리, 요시다 아카리, 죠니시 케이, 카토 유카, 스토 리리카, 키시노 리카
CD
1. 僕はいない / 나는 없어
(작사: 아키모토 야스시 / 작곡: aokado  / 편곡: 와카타베 마코토)
2. 今ならば / 지금이라면
(작사: 아키모토 야스시 / 작곡: 야마모토 사야카 / 편곡: 이쿠타 마코)
3. 空から愛が降って来る / 하늘에서 사랑이 내려와 - Team N
(작사: 아키모토 야스시 / 작곡: Ichi / 편곡: 이타가키 유스케)
4. 僕はいない off vocal ver.
5. 今ならば off vocal ver.
6. 空から愛が降って来る off vocal ver.

DVD
1. 僕はいない 뮤직 비디오
2. 僕はいない 뮤직 비디오 댄스 버전
3. 空から愛が降って来る 뮤직 비디오
4. 특전 영상 " NMB48 Live House Tour 2016 Zepp Namba (3/30 밤 - 니시무라 아이카 졸업 공연) "

### 통상반 Type-B
자켓 사진 (표지): 야구라 후우코, 시로마 미루, 오키타 아야카, 타니가와 아이리, 무라세 사에, 후지에 레이나
CD
1. 僕はいない / 나는 없어
2. 今ならば / 지금이라면
3. 最後の五尺玉 / 마지막 오척옥 - Team M
(작사: 아키모토 야스시 / 작곡: 토야마 다이스케 / 편곡: 하라다 나오)
4. 僕はいない off vocal ver.
5. 今ならば off vocal ver.
6. 最後の五尺玉 off vocal ver.

DVD
1. 僕はいない 뮤직 비디오
2. 僕はいない 뮤직 비디오 댄스 버전
3. 最後の五尺玉 뮤직 비디오
4. 특전 영상 " NMB48 Live House Tour 2016 Zepp Namba (3/31 낮 공연) "

### 통상반 Type-C
자켓 사진 (표지): 오오타 유우리, 야부시타 슈, 시부야 나기사, 스토 리리카, 와타나베 미유키
CD
1. 僕はいない / 나는 없어
2. 今ならば / 지금이라면
3. 妄想マシーン3号機 / 망상 머신 3호기 - Team BII
(작사: 아키모토 야스시 / 작곡·편곡: 나카무라 아키히코)
4. 僕はいない off vocal ver.
5. 今ならば off vocal ver.
6. 妄想マシーン3号機 off vocal ver.

DVD
1. 僕はいない 뮤직 비디오
2. 僕はいない 뮤직 비디오 댄스 버전
3. 妄想マシーン3号機 뮤직 비디오
4. 특전 영상 " NMB48 Live House Tour 2016 Zepp Namba (3/31 밤 - 우메다 아야카 졸업 공연) "

### 통상반 Type-D
자켓 사진 (표지): 오키타 아야카, 야구라 후우코, 시부야 나기사, 타니가와 아이리, 요시다 아카리, 야마모토 사야카, 야부시타 슈, 카토 유카, 와타나베 미유키,
오오타 유우리, 시로마 미루, 무라세 사에, 죠니시 케이, 스토 리리카, 키시노 리카, 후지에 레이나
CD
1. 僕はいない / 나는 없어
2. 今ならば / 지금이라면
3. ショートカットの夏 / 숏컷의 여름
(작사: 아키모토 야스시 / 작곡·편곡: 츠지 타카히로)
4. 僕はいない off vocal ver.
5. 今ならば off vocal ver.
6. ショートカットの夏 off vocal ver.

DVD
1. 僕はいない 뮤직 비디오
2. 僕はいない 뮤직 비디오 댄스 버전
3. 今ならば 뮤직 비디오
4. 특전 영상 " NMB48 feat.요시모토 신희극 Vol.15 "
5. 특전 영상 " 僕はいない 메이킹 영상 "

### 극장반
자켓 사진 (표지): 와타나베 미유키
CD
1. 僕はいない / 나는 없어
2. 今ならば / 지금이라면
3. 夢の名残り / 꿈의 잔영
(작사: 아키모토 야스시 / 작곡: 스미다 신야 / 편곡: 카하라 다이스케)
4. 僕はいない off vocal ver.
5. 今ならば off vocal ver.
6. 夢の名残り off vocal ver.

## 선발 멤버

### 나는 없어
(센터: 와타나베 미유키)
- 오오타 유우리, 카토 유카, 키시노 리카, 스토 리리카, 죠니시 케이, 야마모토 사야카, 요시다 아카리, 오키타 아야카, 시로마 미루, 타니가와 아이리, 후지에 레이나, 무라세 사에, 야구라 후우코, 시부야 나기사, 야부시타 슈, 와타나베 미유키

### 지금이라면
- 야마모토 사야카, 와타나베 미유키

### 하늘에서 사랑이 내려와
〈Team N〉 명의
(센터: 오오타 유우리, 스토 리리카)
- 아카시 나츠코, 이시다 유미, 오오타 유우리, 카토 유카, 키시노 리카, 코가 나루미, 죠 에리코, 죠니시 케이, 스토 리리카, 니시자와 루리나, 야마오 리나, 야마구치 유키, 야마모토 사야카, 요시다 아카리, 니시나카 나나미, 혼고 유즈하

### 마지막 오척옥
〈Team M〉 명의
(센터: 시로마 미루, 야구라 후코)
- 아즈마 유키, 이시즈카 아카리, 우에무라 아즈사, 우노 미즈키, 오키타 아야카, 카와카미 레나, 키노시타 모모카, 쿠시로 리나, 시로마 미루, 타케이 사라, 타니가와 아이리, 나카노 레이나, 후지에 레이나, 마츠무라 메구미, 미타 마오, 무라세 사에, 모리타 아야카, 야구라 후우코, 호리 시온

### 망상 머신 3호기
〈Team BII〉 명의
(센터: 와타나베 미유키)
- 이지리 안나, 이소 카나에, 이치카와 미오리, 우에다 미레이, 오오단 마이, 카미에다 에미카, 카와카미 치히로, 키노시타 하루나, 쿠사카 코노미, 쿠로카와 하즈키, 시부야 나기사, 나이키 코코로, 하야시 모모카, 마츠오카 치호, 야부시타 슈, 와타나베 미유키, 안도 에리나, 무라나카 유키, 야스다 모모네

### 숏컷의 여름
- 스토 리리카

### 꿈의 잔영
- 와타나베 미유키